# سرتخت سیاه
سرتخت سیاه (نام علمی: Platycephalus laevigatus) نام یک گونه از سرده سرتخت‌ها است.